# Testosteronwaarde
Met de testosteronwaarde wordt de verhouding in het menselijk lichaam tussen testosteron enepitestosteron bedoeld. Testosteron is een lichaamseigen hormoon dat de ontwikkeling van het het spierstelsel bevordert. Na een inspanning zorgt testosteron voor herstel van de spieren, en als de inspanning zwaar genoeg is draagt het bij aan de zogenaamde supercompensatie. Testosteron is dan ook een populair dopingmiddel bij sporters.
Epitestosteron is een inactieve isomeer van testosteron. Bij normale mensen wordt hiervan ongeveer evenveel aangemaakt als van testosteron. Bij extra toediening van testosteron van buiten stijgt de hoeveelheid epitestosteron niet. Als iemand dus veel meer testosteron dan epitestosteron heeft, is dat een sterke aanwijzing dat hij testosteron heeft gebruikt. Mensen hebben normaal gesproken een testosteron-epitestosteron-verhouding van ongeveer 1:1. Bij een hogere waarde dan zes is het vrijwel bewezen dat een sporter exogeen testosteron tot zich heeft genomen, hoewel het theroretisch mogelijk is dat mensen een natuurlijk hogere waarde hebben.
In de jaren 80 werd tijdens dopingcontroles alleen gekeken naar de verhouding, omdat exogeen testosteron niet aan te tonen was. Vooral in Oost-Duitsland werden veel zogenaamde testosteronboosters gebruikt die de verhouding niet beïnvloedden, maar wel zorgden voor meer testosteron in het bloed.
Tegenwoordig kan men ook de absolute hoeveelheid aan testosteron meten, maar exogeen testosteron kan nog niet worden aangetoond. Om dit probleem op te vangen worden in een aantal sporten atleten gedurende het hele jaar gecontroleerd, zowel tijdens als buiten het seizoen. Met deze gegevens kan dan worden bekeken wat de natuurlijke waarde is van de verhouding en de natuurlijke hoeveelheid aan testosteron van de betreffende atleet.